# Джумадылова, Мария
Мари́я Джумады́лова (кирг. Мария Жумадылова; 1927 год, село Темир, Иссык-Кульский район — 7 марта 2010 год, село Саруу, Джети-Огузский район, Иссык-Кульская область) — звеньевая колхоза имени Куйбышева Покровского района Иссык-Кульской области, Киргизская ССР. Герой Социалистического Труда (1957). Депутат Верховного Совета Киргизской ССР.

## Биография
Родилась в 1927 году в крестьянской семье в селе Темир (ныне — Иссык-Кульский район Иссык-Кульской области).
С 1945 года трудилась на хлопковых полях колхоза имени Куйбышева Покровского района. С 1947 года возглавляла звено по возделыванию опийного мака.
В 1955 году звено Марии Джумадыловой выполнила план по возделыванию опийного мака на 168 % и 1956 году — на 400 %. Указом Президиума Верховного Совета СССР от 15 февраля 1957 года за выдающиеся успехи, достигнутые в деле увеличения производства сахарной свеклы, хлопка и продуктов животноводства, широкое применение достижений науки и передового опыта в возделывании хлопчатника, сахарной свеклы и получение высоких и устойчивых урожаев этих культур удостоена звания Героя Социалистического Труда с вручением ордена Ленина и золотой медали «Серп и Молот».
Избиралась депутатом Верховного Совета Киргизской ССР (1959—1963).
После выхода на пенсию проживала в селе Саруу Иссык-Кульского района, где скончалась в 2010 году.